# Rajd Warszawski 1999
26. Rajd Warszawski 1999 – 26. edycja Rajdu Warszawskiego. Był to rajd samochodowy rozgrywany od 16 do 17 kwietnia 1999 roku. Była to druga runda Rajdowych Samochodowych Mistrzostw Polski w roku 1999. Rajd składał się z dwudziestu dwóch odcinków specjalnych (jeden odcinek anulowano).

## Wyniki końcowe rajdu[1]
| Miejsce | Kierowca          | Pilot              | Samochód                    | Czas      | Strata  | Grupa Klasa |
| ------- | ----------------- | ------------------ | --------------------------- | --------- | ------- | ----------- |
| 1       | Robert Gryczyński | Tadeusz Burkacki   | Toyota Corolla WRC          | 1:38:10.0 | -       | A8          |
| 2       | Janusz Kulig      | Jarosław Baran     | Ford Escort WRC             | 1:38:12.8 | +2.8    | A8          |
| 3       | Marek Gieruszczak | Marek Skrobot      | Toyota Celica GT-Four       | 1:39:46.8 | +1:36.8 | A8          |
| 4       | Cezary Fuchs      | Mikołaj Madej      | Toyota Celica GT-Four       | 1:42:34.5 | +4:24.5 | A8          |
| 5       | Robert Herba      | Jacek Rathe        | Mitsubishi Lancer Evo V     | 1:43:26.8 | +5:16.8 | N4          |
| 6       | Paweł Dytko       | Tomasz Dytko       | Mitsubishi Lancer Evo IV    | 1:44:56.1 | +6:46.1 | N4          |
| 7       | Zbigniew Stec     | Robert Bromke      | Mitsubishi Lancer Evo V     | 1:44:57.6 | +6:47.6 | N4          |
| 8       | Jarosław Pineles  | Emil Horniaček     | Mitsubishi Lancer Evo V     | 1:45:07.2 | +6:57.2 | N4          |
| 9       | Wiesław Stec      | Maciej Maciejewski | Mitsubishi Lancer Evo III   | 1:46:16.0 | +8:06.0 | N4          |
| 10      | Tomasz Kuchar     | Maciej Szczepaniak | Volkswagen Golf III Kit Car | 1:46:18.1 | +8:08.1 | A7          |